# Colback
Le colback est un couvre-chef militaire d’origine turque. Sous le Premier Empire, il est plutôt réservé aux hussards et se compose d’une armature en osier recouverte de peau et de poils d’ours semblable au bonnet à poil porté par les grenadiers de la garde impériale. S’ajoutent à cela divers éléments décoratifs tels que la flamme (dite aussi chaussette), la fourragère, les plaques et le bandeau, la jugulaire, le Feldzeichen et le Haarbush. On peut y ajouter un plumet bicolore lors des cérémonies officielles.

## Étymologie
Le colback est d’origine turque et le mot français serait emprunté au turc kalpak (bonnet garni de fourrure), parfois utilisé comme un synonyme de colback en français, et qui a aussi donné le mot kolpik (en). Barbey d'Aurevilly l'écrit "kolback" dans sa nouvelle "À un dîner d'athées" dans son recueil "Les Diaboliques".

## Variante

Hussard coiffé d'un tolpak (1696).

Le mot tolpak est un quasi-synonyme, mais à l'origine, le tolpak est avant tout un bonnet en tissu (en général en feutre), avec, à la base seulement, une bordure en fourrure plus ou moins importante, parfois agrémenté d'une ou de plusieurs plumes.

## De nos jours
De nos jours, le colback est encore en usage lors de cérémonies, notamment en Belgique lors des marches de l'Entre-Sambre-et-Meuse par les régiments de sapeurs. Les membres de l’Escorte Royale à cheval de la police fédérale belge l'utilisent également.